# Iphigenia pauciflora
Iphigenia pauciflora är en tidlöseväxtart som beskrevs av Ugolino Martelli. Iphigenia pauciflora ingår i släktet Iphigenia och familjen tidlöseväxter. Inga underarter finns listade i Catalogue of Life.